# Grias peruviana
Grias peruviana är en tvåhjärtbladig växtart som beskrevs av John Miers. Grias peruviana ingår i släktet Grias och familjen Lecythidaceae. Inga underarter finns listade i Catalogue of Life.